# Michael Dobbs
Michael Dobbs (ur. 14 listopada 1948 w Cheshunt) – brytyjski pisarz i polityk związany z Partią Konserwatywną.

## Życiorys

### Młodość i edukacja
Urodził się 14 listopada 1948 w Cheshunt w hrabstwie Hertfordshire jako syn Erica i Eileen Dobbsów.
Uczył się w Hertford Grammar School oraz Cheshunt Grammar School, natomiast studiował w Christ Church w Oksfordzie.
Po ukończeniu studiów w Oksfordzie w 1971 przeniósł się do Stanów Zjednoczonych. W 1975 ukończył Fletcher School of Law and Diplomacy na Tufts University w Medford w Massachusetts z tytułem magistra sztuk oraz magistra prawa i dyplomacji. Posiada również doktorat z badań nad obroną nuklearną.
W czasie studiów (1971–1975) na Tufts University pracował jako publicysta w „Boston Globe”.

### Kariera polityczna
Po zdobyciu doktoratu w 1975 powrócił do Anglii i związał się z Partią Konserwatywną. W latach 1977–1979 był doradcą Margaret Thatcher, będącej wówczas liderem opozycji. W latach 1979–1981 poseł piszący przemówienia. W latach 1981–1986 pełnił funkcję specjalnego doradcy rządu, natomiast w latach 1986–1987 szefa sztabu Partii Konserwatywnej. W latach 1994–1995 w rządzie Johna Majora był wiceprzewodniczącym Partii Konserwatywnej.
W 1984 przeżył zamach terrorystyczny przeprowadzony przez IRA w Brighton na konferencji Partii Konserwatywnej.
18 grudnia 2010 został ustanowiony dożywotnim członkiem Izby Lordów jako baron Dobbs z Wylye w hrabstwie Wiltshire, natomiast dwa dni później został przedstawiony Izbie Lordów.
W sierpniu 2014 był jednym z dwustu sygnatariuszy listu do „The Guardian”, który wyrażał sprzeciw wobec szkockiej niepodległości w czasie przygotowań do wrześniowego referendum.

### Działalność biznesowa
W latach 1983–1986 pracował w Saatchi & Saatchi. W latach 1987–1988 był dyrektorem Worldwide Corporate Communications. W latach 1988–1991 był wiceprezesem firmy Saatchi & Saatchi.
W latach 1991–1998 był felietonistą „The Mail on Sunday”, a w latach 1998–2001 prowadził program Despatch Box w BBC Two.

### Kariera literacka
W 1989 wydał powieść Domek z kart (House of Cards), pierwszy tom trylogii thrillerów politycznych, których głównym bohaterem był Francis Urquhart. Kolejne tomy cyklu to Ograć króla (sfilmowana jako Rozgrywając królem) z 1992 i The Final Cut 1994. Seria została zaadaptowana przez BBC. Trylogia otrzymała w sumie 14 nominacji do nagród BAFTA, zdobywając dwie.
Netflix wyprodukował serial oparty na podstawie cyklu Dobbsa i nawiązujący do produkcji BBC.

## Powieści
Seria Francisa Urquharta
- House of Cards (1989; wydania polskie: Domek z kart, tłum. Jacek Makojnik, Książnica 1994; House of Cards, tłum. Agnieszka Sobolewska, Znak literanova 2015)
- To Play the King (1992; wydanie polskie: House of Cards: Ograć króla, tłum. Agnieszka Sobolewska, Znak literanova 2015)
- The Final Cut (1994; wydanie polskie: House of Cards: Ostatnie rozdanie, tłum. Agnieszka Sobolewska, Znak literanova 2016)

Seria Toma Goodfellowe
- Goodfellowe MP (1997)
- The Buddha of Brewer Street (1997)
- Whispers of Betrayal (2000)

Seria Winstona Churchilla
- Winston's War (2002)
- Never Surrender (2003)
- Churchill's Hour (2004)
- Churchill's Triumph (2005; wydanie polskie: Szpieg w Jałcie, tłum. Barbara Gadomska, AMF Plus Group)

Seria Harry’ego Jonesa
- The Lords' Day (2007; wydanie polskie: Dzień lordów, tłum. Dariusz Ćwiklak, Wydawnictwo Amber 2008)
- The Edge of Madness (2008; wydanie polskie: Na krawędzi szaleństwa, tłum. Barbara Budzianowska-Budrecka, AMF Plus Group 2010)
- The Reluctant Hero (2010)
- Old Enemies (2011)
- A Sentimental Traitor (2012)
- A Ghost at the Door (2013)

Książki wydane poza cyklami
- Wall Games (1990)
- Last Man to Die (1991; wydanie polskie: Ostatni, który zginie, tłum. Ziemowit Andrzejewski, Książnica 1993)
- The Touch of Innocents (1994)
- First Lady (2006)